# Ulric de Torrenté
Ulric de Torrenté (auch Ulrich von Torrenté) († 1445 oder 1444) war ein Dominikaner des savoyischen Predigerordens, Theologe und Inquisitor. Er war zeitlebens in den Diözesen Lausanne, Sion, Besançon, Metz, Verdun, Toul und Genf tätig, während er gleichzeitig mit dem Dominikanerkloster in Lausanne verbunden war. Er spielte als Inquisitor eine große Rolle in den Anfängen der Hexenverfolgung und könnte der Autor der Errores Gazariorum sein.

## Werdegang
Er wird erstmals 1419 als Prior des Klosters von Lausanne erwähnt. Ende 1423 oder Anfang 1424 ernannte ihn der Dominikanerprovinzial, dem das Kloster in Lausanne unterstand, zum Inquisitor der Diözesen Lausanne, Genf, Sion, Metz, Verdun und Toul sowie der Erzdiözese Besançon. Diese Ernennung wurde von Papst Martin V. in seiner Bulle vom 18. März 1424 gebilligt. Im Jahr 1428 nahm Ulric an Prozessen in der Diözese Siena teil. Die Hexenprozesse im Wallis werden als Grundlage für die ersten Massenhexenjagden der Geschichte angesehen. Je nach Quelle führten diese Jagden zur Hinrichtung von mehreren hundert Opfern und Verurteilten, weil die Beschuldigten angeblich an Hexensabbaten teilgenommen, Sex mit Dämonen gehabt und mit Satans Hilfe Wetterzauber gewirkt haben sollen. Obwohl diese Jagden hauptsächlich das Werk weltlicher Laienrichter aus dem Wallis waren, spielten auch die Dominikaner aus Lausanne eine wichtige Rolle.
In den Jahren 1429–1430 ermittelte Ulric de Torrenté in der Diözese Lausanne gegen die Waldenser in Freiburg und in den Freiburger Hexenprozessen. Dementsprechend verurteilte er die angeblichen Mitglieder dieser Sekte und lieferte sie dem weltlichen Arm der Behörden aus, um sie auf dem Scheiterhaufen verbrennen zu lassen. Im fünfzehnten Jahrhundert lehrte er wahrscheinlich an Universitäten, da seine Anwesenheit 1438 als Professor für Theologie belegt ist. 1438–1439 führte er erneut den Vorsitz bei mehreren Hexenprozessen und verurteilte 1438 Pierre de la Prélaz in Lausanne, 1439 Jaquete dou Plain und Enchimandus le Masseler in Neuenburg.
1438 erhielt Torrenté den Titel eines Magisters der Theologie. Er war auch Lektor im Kloster von Lausanne und von 1439 bis zu seinem Tod wurde er wieder Prior des Klosters. Ab 1442 war er Generalvikar von Felix V., dem vom Basler Konzil gewählten Gegenpapst. Er starb zwischen dem 19. Dezember 1444 und dem 21. November 1445.
Ulric de Torrenté gilt als wahrscheinlicher Verfasser der anonymen theologischen Abhandlung Errores Gazariorum, die um 1440 verfasst wurde und eines der ältesten Werke ist, in dem Zauber und Sabbatflüge als reale Verbrechen anerkannt werden. Eine alternative Hypothese weist auf den franziskanischen Inquisitor Ponce Feugeyron oder Claude Tholosan als Verfasser hin.